# Wolfram Minnemann
Wolfram Minnemann (Hamburgo, Alemanha) é uma consultor de marketing, alemão, residente no Porto, Portugal desde 1973, proprietário e CEO da W&R Marketing & Advertising. Minnemann é também músico, vocalista e pianista, no seu grupo Minnemann Blues Band. 

## Biografia
Wolfram Minnemann nasceu em Hamburgo, na Alemanha em 1945 numa família de grande tradição musical. O seu avô cantava e tocava piano, sua mãe estudou piano, órgão, tocava na igreja; a sua voz de soprano ainda se pode ouvir nos antigos discos gravados.
Ainda rapaz, o Minnemann começa a entrar na música através do canto coral no Knabenchor (coro de rapazes)da Michealiskirche, um coro de topo na Alemanha, com recitais semanais e grandes concertos (Paixão de Mateus, Oratórios etc.) Ainda foi selecionado para cantar na ópera de Hamburg a Flauta Mágica, mas com a mudança da voz isso já não foi possível. 
Muito novo iniciou-se no piano para mais tarde ingressar no Conservatório de Hochrad no curso de piano clássico com o pianista Wilhelm Bürger que muito cedo viu a sua apetência para o improviso e que o levou ao jazz e blues. Depois do fim da segunda guerra mundial e da ocupação ouvia-se jazz e blues nas estações de rádio dos aliados, que marcaram a juventude germânica. A Alemanha é ainda hoje um pais onde jazz e blues é tocado por inúmeras bandas e músicos de renome internacional.
Neste ambiente, o Minnemann fundou, com apenas 15 anos, a sua primeira banda chamada Helenic Jazzband. O estilo era Dixieland com a formação clássica de baixo, bateria, piano, banjo, trompete, trombone e clarinete. Participou também em grupos de Skiffle cantando worksongs e blues.    
Em 1968 integrou o grupo Thrice Mice, um sexteto de jazzrock progressivo (underground) alemão, do qual faziam parte o Wolfgang Buhre, clarinetista do Helenic Jazzband, que entretanto tocava saxofone tenor, o vocalista Karl-Heinz Blumenberg, os irmãos von Gosen na guitarra e  baixo e o próprio Minnemann nas teclas (órgão), com álbum publicado (1971, Philips), homónimo da banda. Tocam no Star Club em Hamburgo, onde os Beatles tinham iniciado a sua carreira, e em clubes do Norte da Alemanha. São convidados como única banda não profissional para o Festival “Peace and Love”, o maior festival nesta época, onde atuam antes do Jimmie Hendrix, que os elogiou pela criatividade dos seus temas. Outras bandas eram os Ten Years After, Canned Heat,  Ginger Baker, Alexis Corner. Os Thrice Mice hoje fazem parte da história do “Krautrock” alemão dessa época.
Em 1973 Minnemann mudou-se para Portugal para trabalhar no marketing internacional do vinho Mateus Rosé da casa Sogrape, fundando a sua própria empresa, W&R Marketing & Advertising, de que foi sócio e CEO durante 30 anos.
Isolado do mundo músical encontra dois amigos, que se estavam a iniciar no blues e no rock: Rui Veloso e Manuzé Carvalho. Muito se tocava na cave dos pais do Rui, cheio de amigos. Mais tarde apareceu Eduardo Encarnação como baterista. O primeiro concerto realizou-se aquando da visita de elementos da frota dos Estados Unidos da América ao Porto. Ser tão bem aceite pelos americanos deu ainda mais força de seguir em frente.
Entretanto o Rui Veloso conseguiu um contrato com uma editora e mudou-se para Lisboa e entrou o Tino Seabra na banda como baterista.
Em 1980foi editado o primeiro LP de originais “Bluindo-Minnemann e amigos” com a editora Rádio Triunfo, mas mesmo assim com o Rui na guitarra.
A promoção do LP levou a banda a inúmeros programas de televisão. Foi o Júlio Isidro, que muito promovia a música portuguesa, que a aceitou em primeiro lugar. 
Seguiram-se concerto em bares e salas de concerto, a destacar uma primeira parte do concerto do Buddy Guy no Coliseu do Porto e no Campo Pequeno em Lisboa.
A RTP convidou a banda para produzir um programa de blues no ”Hoje Convidamos” em 1983. O Thilo Krassmann produziu para a televisão um concerto da banda no Zona Jazz em 1989.  
Em 1997 aquando de uma digressão a Lisboa foi gravado o CD “Bluesíadas”.  
A Minnemann Blues Band segue o seu caminho e encontra no António Mão de Ferro” o seu novo guitarrista, Rui “Cenoura” Ferraz” como baterista e ainda Rui Azul no saxofone tenor, continuando o Manuzé Carvalho no baixo. 
Em 2010 esta formação gravou ao vivo Hot Five Jazz & Blues Club, no Porto, o album "Blues 88".
Seguem-se digressões a Espanha e Alemanha. A Minnemann Blues Band  participou em praticamente todos os festivais de blues nacionais, Lisboa, Coimbra, Santa Maria, Funchal, Vila Real, Chaves, Viana, Vila do Conde, Porto, Guarda, Bragança etc.
A Minnemann Blues Band toca originais escritos pelo seu leader e arranjados pelo coletivo. O estilo de Minnemann, no piano é fortemente marcado pelo boogie e honky tonk e por uma grande expressividade na voz, sendo marcante a sua personalidade em palco, a facilidade de comunicação bem humorada com a audiência. Na guitarra de António Mão-de-Ferro, um verdadeiro bluesman, que se completa com a pulsação rítmica rigorosa de Leandro Leonet e a segurança discreta do baixo de Manuzé Carvalho.  
Muitos músicos importantes tocaram neste banda ao longo do tempo e alguns formaram as suas próprias bandas como Peter Storm and the Blues Society, Delta Blues Riders, The Smokestakers, Judy Blue Eyes, são o Diogo Mão de Ferro, António Ferro(baixo), Carlos Polónio (bateria e harmónica), José Mesquita (baixo), João Kendall (guitarra), José Rego (guitarra e saxofone alto), Paulo Veloso (Hammond), e os bateristas Tó Torres, João Cunha, Jorge Oliveira, Nuno Oliveira, Pedro Martins, Toni Thorpe, Hugo Danin entre outros.   
Wolfram Minnemann, fundador, pianista, vocalista e autor de todas as músicas da banda, reconhece que a “Minnemann Blues Band" evoluiu muito nos 40 anos de existência. A sua filosifia: comungar o espírito transcendental do blues, sentir e transmitir a força da vida e, como dizia Mozart, tocar as pessoas.
Atualmente a banda está a gravar mais um álbum Minnemann Blues Band 40 years.
. 
Ver também: Minnemann Blues Band

## Ligações Externas
- Fachhochschule Hannover (FHH) - Universidade de Artes e Ciências Aplicadas de Hanôver
- Handelskammer Hamburg - Câmara do Comério de Hamburgo